# Geschiedenis van Myanmar

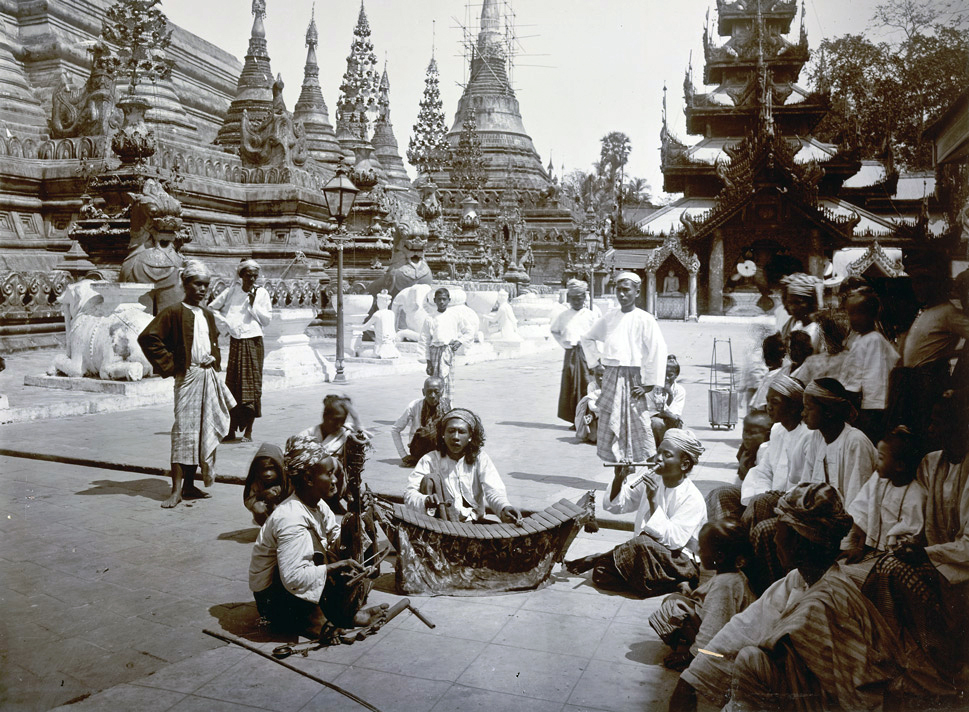
muzikanten bij de Schwedagonpagode, Philip Adolphe Klier, jaren 1890

De geschiedenis van Myanmar omvat de ontwikkelingen op het grondgebied van de huidige staat Myanmar vanaf de prehistorie tot het heden.

## Vroege geschiedenis
Ruim voor het begin van onze jaartelling begon vanuit het huidige China of Noordoost India de migratie van de Mon. Daarna volgden de Pyu, de Karen, de Chin, de Birmanen, de Shan en de Kachin.

## Rivaliserende koninkrijken
De Mon vestigden zich in het riviergebied van de Irrawaddy en stichtten onder andere de stad Pegu (Bago). De Pyu leefden in Centraal-Birma, hun hoofdstad heette Sri Kshetra, het huidige Prome. In 832 werden de Pyu verslagen door de Thai en weggevoerd. De Birmezen waren eveneens afkomstig uit China. Zij woonden in Noord-Birma, maar namen na 832 geleidelijk de plaats over van de Pyu en verdreven ook de Mon. In 849 stichtten zij een rijk met als hoofdstad Pagan aan de rivier de Irrawaddy. In 1044 besteeg koning Anawrahta de troon en daarmee begon het Eerste Birmaanse koninkrijk (1044-1287). Onder de koningen van de Pagan-dynastie bereikte Birma de eerste periode van eenheid en grote bloei. Anawrahta onderwierp de Mon waardoor geheel huidig Myanmar voor eerst verenigd was. In Pagan werden honderden tempels gebouwd. Maar in 1287 vielen de Mongolen onder leiding van Koeblai Khan het land binnen en maakten een einde aan het Birmaanse rijk.
Het rijk viel uiteen en een aantal eeuwen was Birma verdeeld in diverse staatjes. In het noorden van het land heersten de Shan. De hoofdstad was eerst Sagaing, daarna in 1364 Ava (of Inwa), beide in de nabijheid van het huidige Mandalay. Aan de Irrawaddy herrees het Mon-koninkrijk van Pegu (of Bago), dat langdurige oorlogen voerde tegen de Thai en de Shan.
In Toungoo, tussen Ava en Pegu, bevond zich een kleine Birmaanse staat, die profiteerde van de oorlogen tussen de Shan en de Mon en beide staten aan zich onderwierp: in 1539 veroverde het Pegu en in 1555 Ava. Daarmee stichtte koning Bayinnaung het Tweede Birmaanse koninkrijk (1539-1752) met als hoofdstad Pegu. Hij voerde ook oorlogen tegen Siam (Thailand) en veroverde in 1569 de hoofdstad Ayutthaya. De veroveringen hielden overigens niet lang stand. In 1635 werd de hoofdstad overgebracht van Pegu naar Ava. In 1740 kwamen de Mon in opstand en verjoegen de Birmanen uit de rivierdelta en daarna, in 1752, uit Ava en maakten daarmee een einde aan het Tweede Birmaanse koninkrijk.
Maar de Mon werden al gauw teruggeslagen door de Birmanen onder een nieuwe leider Alaungpaya, die zichzelf tot koning uitriep en daarmee het Derde Birmaanse koninkrijk (1752-1885) stichtte. Hij verenigde met harde hand de Birmese volken onder één rijk. Koning Hsinbyushin stuitte een Chinese invasie en veroverde in 1767 opnieuw kortstondig Siam, waarbij Ayutthaya volledig werd verwoest. Onder koning Bodawpaya werden ook Assam en Arakan onderworpen. Dit leidde tot spanningen met het Britse Rijk in India. Gedurende het Derde Birmaanse koninkrijk werd de hoofdstad regelmatig verplaatst: in 1783 van Ava naar Amarapura, in 1813 terug naar Ava, in 1841 (na een verwoestende aardbeving in 1838) weer naar Amarapura en in 1861 naar Mandalay.

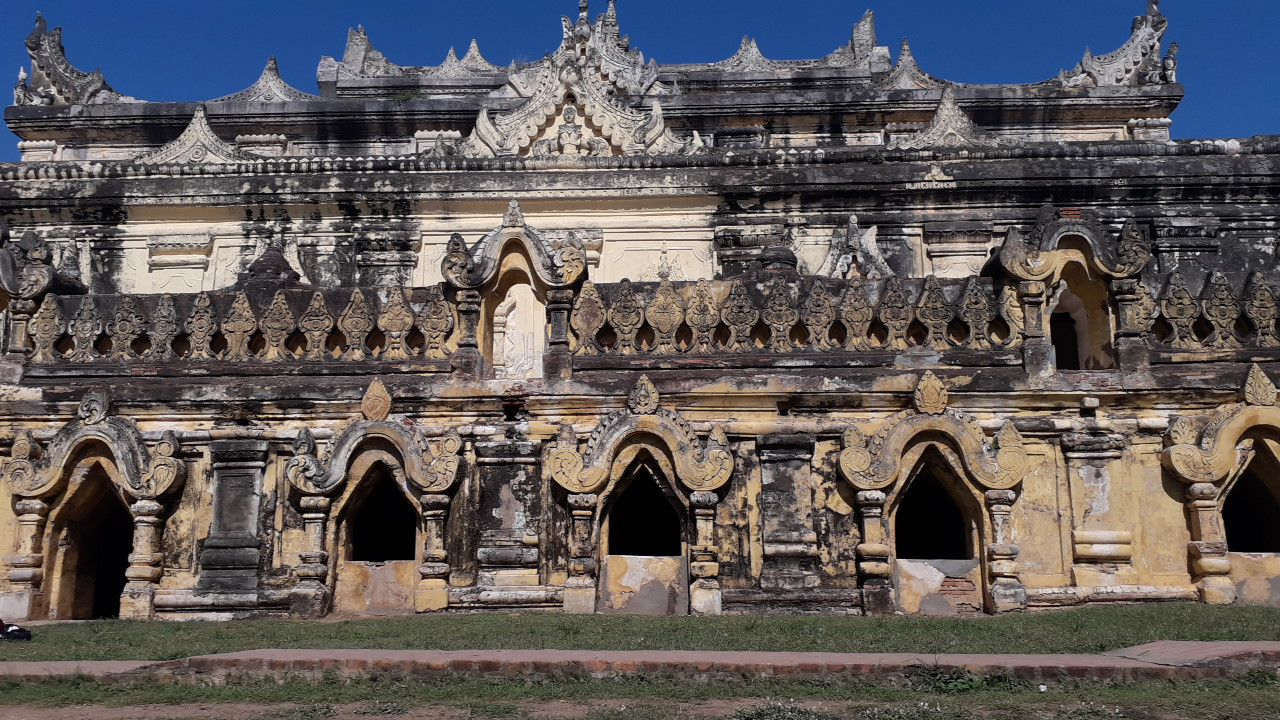
Innwa-klooster

## 19e eeuw

### Britse overheersing
Grens- en handelsconflicten met het Britse Rijk in India leidden tot drie Engels-Birmese oorlogen: 1824, 1852 en 1885. De Engelsen veroverden uiteindelijk geheel Birma en vanaf 1885 was Birma een onderdeel van het Britse Rijk. Daarmee eindigde het Derde Birmaanse koninkrijk. De laatste koning, Thibaw, werd naar India verbannen.

## 20e eeuw

### Tweede Wereldoorlog
In 1942 werd Birma veroverd door de Japanners die het wilden gebruiken als springplank om India binnen te vallen. Om dat doel te bereiken werd de Birma-spoorlijn aangelegd. Deze spoorlijn werd berucht door de dwangarbeid van geallieerde, Birmaanse, Thaise, Indische en Maleise krijgsgevangenen, van wie er meer dan 100.000 stierven door uitputting, ziekte en ondervoeding. Van 1943 tot 1945 was Birma officieel een onafhankelijk land genaamd de Staat Birma. In de praktijk was het een vazalstaat van Japan. In 1945 werden de Japanners door de geallieerden verdreven.

### Onafhankelijkheid
De Unie van Birma werd in 1948 onafhankelijk en was vanaf het begin af aan onstabiel door opstanden van de verschillende bergvolkeren en nationaliteiten die zelfbestuur wilden. Ook vonden er communistische opstanden plaats, in reactie op door de Verenigde Staten en Taiwan gesteunde aanvallen van Kuomintangmilitairen in China.
In 1962 werd Birma een militaire dictatuur en in 1974 werd het een eenpartijstaat. In 1989 werd de naam veranderd van de Unie van Birma in de Unie van Myanmar. In 1990 won de National League for Democracy onder aanvoering van Aung San Suu Kyi de eerste vrije verkiezingen, maar de uitslag werd niet erkend door de militaire heersers. Sindsdien worden veel van haar aanhangers gevangengehouden en werd zijzelf geïntimideerd, ze stond lange periodes onder huisarrest. De militaire regering wordt door verscheidene westerse regeringen met sancties onder druk gezet om vrije verkiezingen toe te staan en op te treden tegen de drugshandel.

### Politiek
Na een lange periode van Brits koloniaal bestuur, en de Japanse bezetting tijdens de Tweede Wereldoorlog werd Birma in 1948 onafhankelijk en ontstond de democratisch geregeerde Unie van Birma. Deze Unie bereikte nimmer stabiliteit door binnenlandse conflicten in verband met onderlinge etnische en nationalistische kwesties, economische belangen en politieke stromingen. In 1962 vond een militaire coup plaats en de aldus gevestigde junta hief alle democratische bestuursorganen en -middelen op, inclusief de grondwet. De Birmese Socialistische Programma Partij werd in het leven geroepen, die alle politieke en bestuurlijke macht aan zich trok. De productiemiddelen werden genationaliseerd, het economisch beleid gecentraliseerd en alle onafhankelijke berichtgeving werd verboden.
Na de opstanden van augustus 1988 vond er een nieuwe coup plaats door een groep militairen die zich eerst SLORC noemde en vanaf 1997 SPDC (State Peace and Development Council). In mei 1990 werden er verkiezingen gehouden die werd gewonnen door de National League for Democracy, maar de uitkomst van deze verkiezingen werd door de nieuwe junta verworpen.
Los van welke naamgeving dan ook wordt het bestuur van Birma sinds het aantreden van de junta's algemeen beschouwd als een dictatuur. De machthebbers laten zich niets gelegen liggen aan politiek andersdenkenden en streven uitsluitend de eigen (persoonlijke) economische en financiële belangen na. Openlijk, soms massaal protest en verzet vanuit de bevolking wordt met harde maatregelen en fysiek geweld neergeslagen. Internationaal wordt een politiek van isolatie gevoerd: media en mensenrechtenorganisaties wordt de toegang tot het land geweigerd en afkeurende signalen en sancties van de zijde van de internationale gemeenschap worden genegeerd. Slechts van enkele buurlanden, zoals China, India en Thailand, wordt enige bemoeienis gedoogd vanwege wederzijdse economische belangen.
Ondanks het machtsvertoon van de centrale overheid bestaat er wel degelijk verzet, vaak ondergronds maar ook meer expliciet. In de grensgebieden met Thailand woedt sinds vele jaren een burgeroorlog: guerrillabewegingen van lokale etnische groepen (voornamelijk Mon en Karen) voeren er een guerrillaoorlog met het Birmese leger. Sinds 1980 vluchtten meer dan 400.000 mensen over de grens naar Thailand. Ze wonen er in grote kampen, maar worden door de Thaise overheid niet erkend als vluchteling. Voorts is er de oppositionele National League for Democracy die in 1990 de "vrije" verkiezingen won. Deze overwinning werd echter niet erkend door de militaire machthebbers. Na de verkiezingen werden veel leden van de National League for Democracy gevangengezet. Hun leidster Aung San Suu Kyi, boegbeeld van de vrijheidsstrijd, heeft twintig jaar lang huisarrest gehad. Op 13 november 2010 werd haar huisarrest opgeheven. In 1991 is aan haar de Nobelprijs voor de Vrede toegekend.

## 21e eeuw

### Protesten najaar 2007

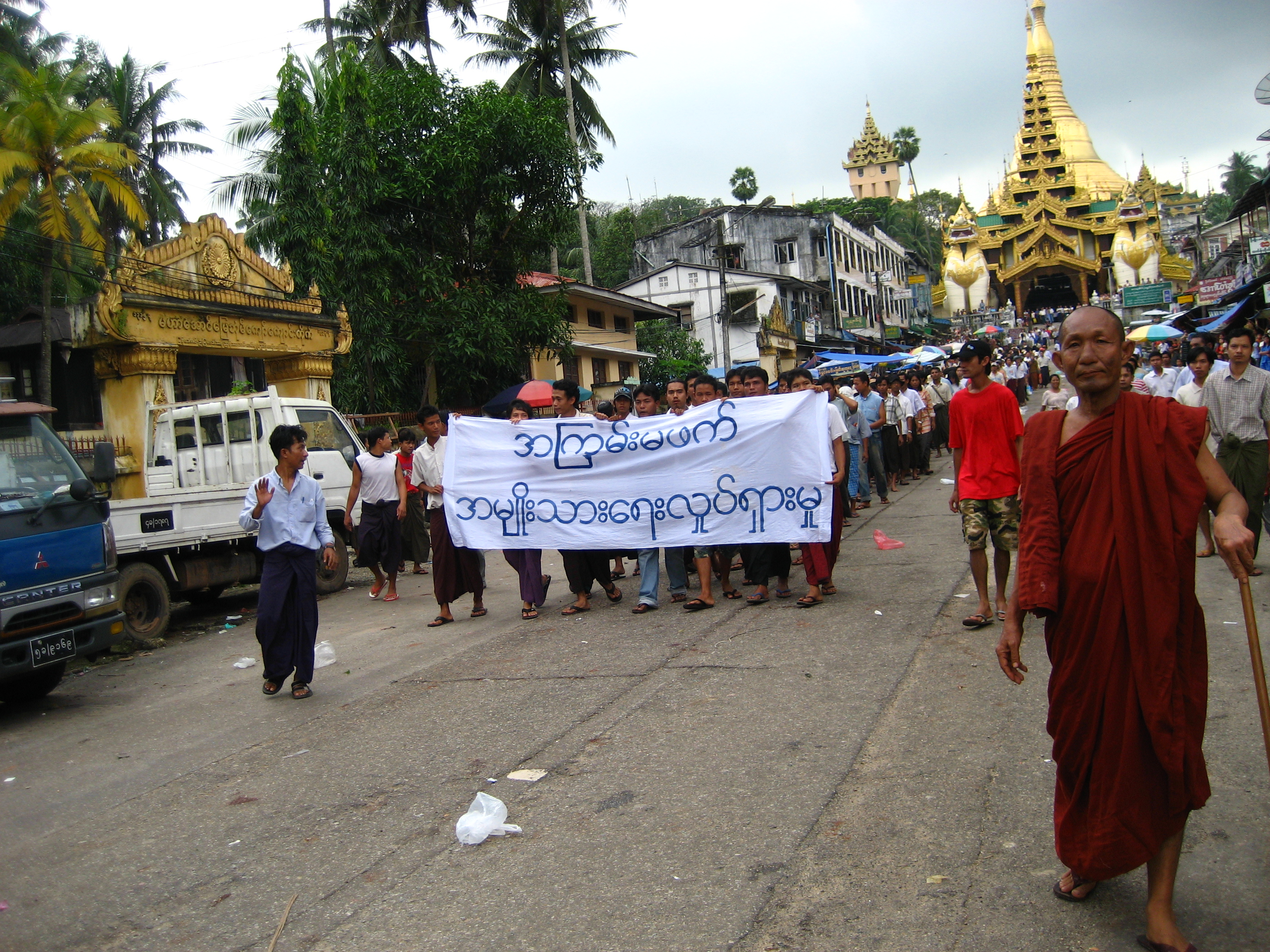
Protesten tegen de regering.

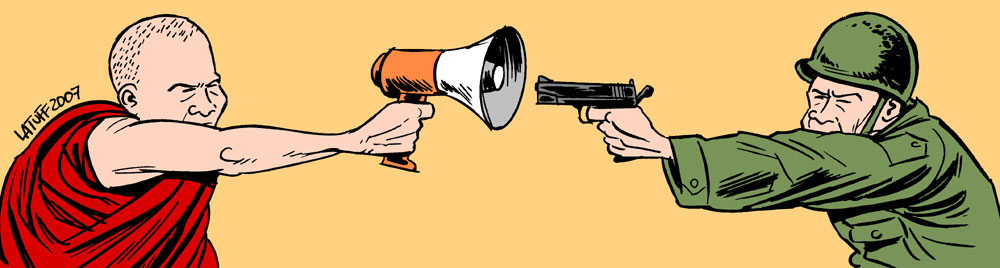
"Free Myanmar". Cartoon die solidariteit met de demonstranten betuigt.

Voor het eerst sinds het einde van de jaren tachtig kwam eind september 2007 weer een protestbeweging van een groeiend aantal boeddhistische monniken op gang. Met geweldloze optochten gaven zij uiting aan het verlangen naar een democratisch bestuurd land. Na een aantal dagen voegde een steeds wassende stroom burgers zich bij hen. Zij flankeerden de monniken met de kennelijke bedoeling om niet alleen hun oproep te ondersteunen maar ook om hen lijfelijk te beschermen tegen mogelijk militair geweld door de junta. Aan de protesten namen soms naar schatting 25.000 tot 50.000 mensen deel in Yangon, Mandalay, Henzada (Hinthada) en Monywa.
Dit plaatste de regering voor een groot dilemma. Monniken hebben in Myanmar een zeer hoge, bijna heilige status en groot gezag waar het morele waarden betreft. Zonder ingrijpen zou hun actie tot grote, wellicht onbeheersbare onlusten in het gehele land kunnen leiden. Het - gewelddadig - neerslaan van de beweging zou echter tot hetzelfde kunnen leiden.
In het op gematigde wijze voeren van overleg, dat eventueel tot compromissen zou kunnen leiden, had de overheid zich echter in de voorgaande decennia niet bekwaamd. Op 26 september greep het leger in, toen de protesterende menigte probeerde de Sule Pagode in Yangon te bereiken. Volgens sommige berichten vielen daarbij vijf doden, de regering sprak van één dode. Eerder op de dag werden in Yangon ongeveer 200 monniken en burgers opgepakt. Op 27 september 2007 bestormden veiligheidstroepen 's nachts twee kloosters in Yangon. Naar schatting tweehonderd monniken werden gearresteerd. 's Middags vielen er 9 doden, onder wie de Japanse journalist Nagai Kenji van het persbureau AFP.
Op 1 oktober kwamen berichten naar buiten over duizenden doden en massale executies door het leger. Gevluchte overgelopen officieren zeiden dat vele monniken in vrachtwagens gedwongen waren, om vervolgens in de jungle te worden geëxecuteerd, en dat andere monniken vastzaten in hun kloosters en in de universiteit van Yangon, die verbouwd was tot een gevangeniscomplex. Volgens sommige berichten werden 200 gevangenen vrijgelaten op 5 oktober. De Myanmarese ambassadeur bij de Verenigde Naties, Kyaw Tint Swe, verklaarde daarop voor de Veiligheidsraad van de VN in New York dat er nog meer vrijlatingen zouden volgen. Zijn verklaring had mogelijk als doel een interventie van de Veiligheidsraad te voorkomen.

### Einde van de junta
Op 31 januari 2011 trad een nieuwe grondwet in werking, die formeel een einde maakte aan het militaire bestuur. Op deze datum vond de eerste bijeenkomst plaats van het nieuw opgerichte parlement, een tweekamerparlement waarvan het lagerhuis uit 440 zetels bestaat en het hogerhuis uit 224 zetels. Op 4 februari 2011 werd Thein Sein verkozen tot president van Myanmar, het eerste civiele staatshoofd van Myanmar in bijna 50 jaar.
Waarnemers hebben evenwel opgemerkt dat er weliswaar formeel een einde is gekomen aan het militaire bestuur, maar dat veel leden van het parlement alsmede de nieuwe president ex-militairen zijn die voor de verkiezingen ontslag hebben genomen bij het leger om plaats te kunnen nemen in de 'civiele' regering. De internationale gemeenschap betwijfelt dan ook de impact van de staatkundige veranderingen.
Toch zijn er rond en na de bestuurswisseling ontwikkelingen in gang gezet die lijken te duiden op meer burger- en politieke rechten. In november 2010 werd Aung San Suu Kyi vrijgelaten, verschillende politieke gevangenen kregen amnestie vanaf 2011 en in januari 2012 kwam het tot een wapenstilstand tussen de Birmese regering en de KNU, een rebellengroep van het Karen-volk. Gebeurtenissen als deze worden met voorzichtig optimisme begroet. De Europese Unie schortte de meeste sancties tegen Myanmar een jaar op. De EU zei dat het met de maatregel de democratische hervormingen in Myanmar wilde stimuleren. Het wapenembargo tegen het Aziatische land bleef wel van kracht, zo besloten de Europese ministers van Buitenlandse Zaken.

### Religieus-etnisch geweld
De Birmese regering heeft onder leiding van Thein Sein democratische hervormingen doorgevoerd in de jaren 2008-2012 en de staat grotendeels gedemilitariseerd (zie boven "Einde van de junta"); dit heeft geleid tot meer vrijheid, maar ook tot het boven water komen van jarenlang onderdrukte spanningen tussen de verschillende religieuze groepen van Myanmar. In juni 2012 brak er geweld uit in West-Birma tussen de islamitische Rohingya en boeddhisten. Dit leidde tot grootschalige rellen, waarna de regering de noodtoestand uitriep voor Rakhine. De onlusten kostten 88 mensenlevens, en nieuwe rellen eind oktober eisten nogmaals 80 dodelijke slachtoffers; zeker 100.000 mensen, vooral Rohingya, zijn ontheemd geraakt. In maart 2013 leefde het geweld weer op in de stad Meiktila in Midden-Birma, waar verscheidene moslimwijken werden platgebrand door woedende boeddhisten nadat een moslim een monnik zou hebben vermoord. Kort daarvoor was er al een incident tussen een boeddhistische familie en een islamitische juwelier. Ook toen werd er in verscheidene steden de noodtoestand afgekondigd. De dieperliggende oorzaak was dat de lokale Mandalayse moslims sympathie hadden voor de maanden eerder vervolgde Rohingya, hetgeen hun boeddhistische buren moeilijk konden verteren. Hoewel de rellen tot dan nog konden worden afgedaan als een "etnisch conflict", was er nu onmiskenbaar sprake van religieus geweld. De regering vreesde dat de onrust tot aan de hoofdstad Yangon zou reiken, maar niemand, zelfs Aung San Suu Kyi niet, leek het te willen opnemen voor de moslims, met name de Rohingya. In de nacht van 2 op 3 april 2013 brak in een Koranschool in een wijk van Yangon brand uit, waarbij 13 kinderen van tussen 10 en 15 jaar omkwamen; hoewel de regering bezwoer dat het hier om kortsluiting ging, geloofde bijna geen enkele moslim dat het een ongeluk was, en vermoedde men brandstichting van boeddhisten.

### Nieuwe junta
Op 9 november 2015 werden de verkiezingen gewonnen door oppositiepartij NLD (Nationale Liga voor Democratie) en in maart 2016 koos het parlement Htin Kyaw als president. Kyaw trad in maart 2018 terug vanwege gezondheidsredenen. De partij won in 2020 opnieuw de verkiezingen. Het leger, dat hierdoor zijn macht verder ingeperkt zag, stelde daarna op 1 februari 2021 via een staatsgreep een militaire junta aan. Regeringsleider Aung San Suu Kyi en een aantal van haar kabinetsleden werden daarbij opgepakt en de NLD riep op tot protesten.
In mei 2022 beschuldigde Amnesty International het leger van Myanmar in een rapport uitgebracht naar aanleiding van eigen onderzoek van het schenden van de mensenrechten sinds de militaire coup van februari 2021.

### Militair geweld tegen de Rohingya (2017)
In augustus 2017 hield het Myanmarese leger 'zuiveringsoperaties' waarbij vele dorpen van de Rohingya in brand werden gestoken en vrouwen werden verkracht. Duizenden Rohingya vluchtten de grens met Bangladesh over; in enkele dagen tijds waren dat er reeds 27.400. Binnen een paar maanden waren zo'n 700.000 Rohingiya uit Myanmar verdreven en op de vlucht geslagen.
Terwijl Myanmar in 2015 door de Verenigde Staten en de Europese Unie een wapenembargo was opgelegd, bleek dat de militaire junta sinds die tijd wapens geleverd kreeg door Israël en ermee getraind werd.
Volgens de Verenigde Naties zou er sprake kunnen zijn van een 'intentie tot' genocide.
Het Internationaal Strafhof besloot op 18 september 2018 tot een verkennend onderzoek.

### Staatsgreep en demonstraties (2021-heden)
De staatsgreep van februari 2021, waarbij Aung San Suu Kyi en haar regering werden afgezet, werd gevolgd door langdurige demonstraties onder de bevolking. Er werd in ballingschap ook een Regering van Nationale Eenheid gevormd. Nadat demonstraties met harde hand werden neergeslagen besloot de oppositie tegen de junta gewapend verzet te organiseren. In mei 2021 kondigde men de oprichting van een volksleger aan, de People's Defence Force. Veel van de lokale guerrillabewegingen hebben zich bij dit verzet aangesloten of werken ermee samen. Grote delen van het land worden sindsdien betwist, niet alleen in niet alleen in de gebieden waar eerder burgeroorlogen woedden, maar ook in voorheen veilige gebieden zoals Sagaing.

## Natuurrampen
In mei 2008 werd Myanmar getroffen door de Cycloon Nargis. Het officiële dodental ligt boven de 77.000. Door officiële functionarissen wordt het dodental op 100.000 geschat. Ongeveer 55.000 mensen werden vermist. 1,5 miljoen mensen hadden hulp nodig.
Twee grote aardbevingen troffen op 24 maart 2011 het oosten van het Aziatische land Myanmar. De bevingen hadden een kracht van 7,0 op de schaal van Richter. De aardbevingen vonden volgens het Amerikaanse centrum USGS plaats op zo'n 10 kilometer diepte.
De bevingen volgden op een zware aardschok met een kracht van 9,0 die Japan eerder in maart trof.
Geschiedenis van:
Afghanistan · 
Armenië · 
Azerbeidzjan · 
Bahrein · 
Bangladesh · 
Bhutan · 
Brunei · 
Cambodja · 
China · 
Filipijnen · 
Georgië · 
India · 
Indonesië · 
Irak · 
Iran · 
Israël · 
Japan · 
Jemen · 
Jordanië · 
Joodse Autonome Oblast · 
Kazachstan · 
Kirgizië · 
Koeweit · 
Korea (Noord-Korea, Zuid-Korea) · 
Laos · 
Libanon · 
Maldiven · 
Maleisië · 
Mongolië · 
Myanmar · 
Nepal · 
Oezbekistan · 
Oman · 
Oost-Timor · 
Pakistan · 
Palestina · 
Qatar · 
Rusland ·  
Saoedi-Arabië · 
Siberië · 
Singapore · 
Sri Lanka · 
Syrië · 
Tadzjikistan · 
Taiwan · 
Thailand · 
Tibet · 
Toeva · 
Turkije · 
Turkmenistan · 
Verenigde Arabische Emiraten · 
Vietnam · 
Xinjiang
Midden-Oosten · Centraal-Azië · Zuid-Azië
- Library of Congress Control Number: sh85018118
- Nationale Bibliotheek van Israël: 987007292677305171